# Guzerá
Guzerá é uma raça de gado zebuíno originária do distrito de Kutch no estado de Guzerate (de onde herda o nome) na Índia. Possui porte imponente, cabeça alta e chifres grandes em forma de lira. É bastante rústico, de fácil manejo, fértil e adaptável ao clima árido. É apto para produção de carne e leite. A pelagem varia do cinza claro ao escuro, fêmeas brancas são aceitas.
Alguns países consideram o Guzerá como uma raça brasileira derivada da raça indiana Kankrej. Porém, em contrapartida, o Guzerá e o Kankrej são considerados como parte da mesma raça no Brasil, e segundo dados históricos sua presença é milenar na Ásia. Ao ser introduzida no Brasil teve boa seleção.

## História

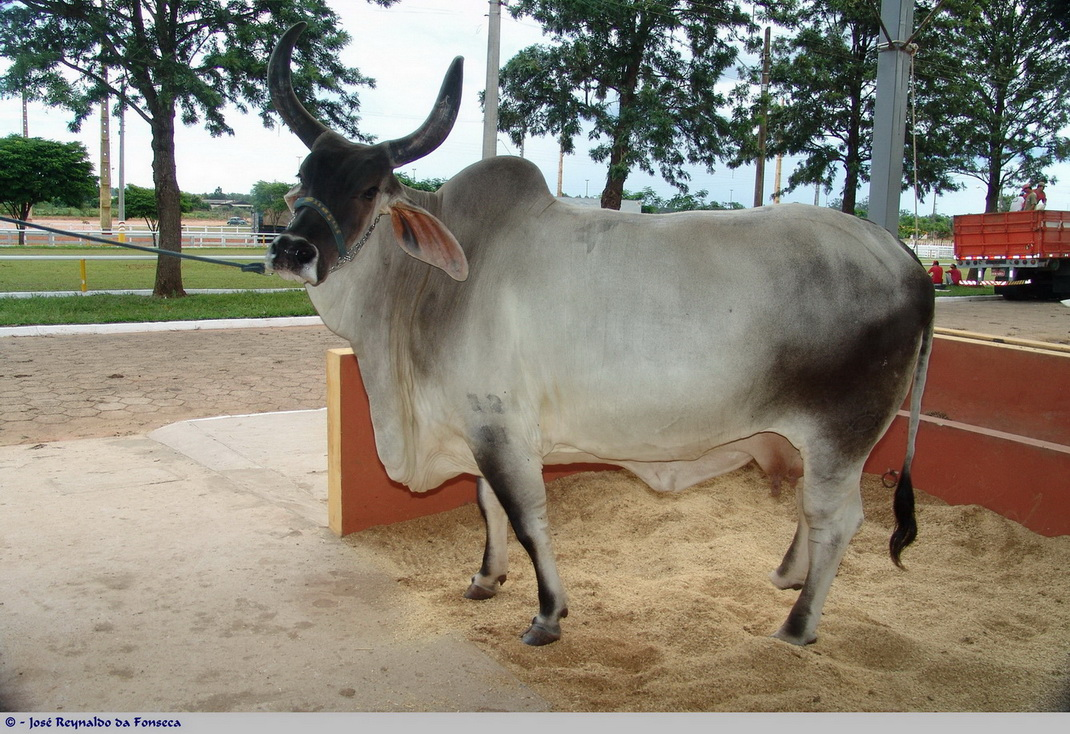
Fêmea de Guzerá

Entre as raças zebuínas que persistem, o guzerá foi a primeira raça zebu a chegar ao Brasil. Foi trazido da Índia em 1870 pelo primeiro Barão de Duas Barras.
A raça foi a única a sobreviver ao período da Grande Seca de 1978-1983 na região Nordeste do Brasil.
A Associação Brasileira dos Criadores de Guzerá (ACGB) com sede na cidade de Uberaba em Minas Gerais foi fundada em 22 de maio de 1956. É reconhecida pelo Ministério da Agricultura, Pecuária e Abastecimento (MAPA), e tem por finalidade a defesa dos interesses de criadores de Guzerá do Brasil, de todo o território nacional.
O Guzerá é uma raça de dupla aptidão, com algumas linhagens definidas para leite e a maioria do gado selecionada para carne. Mesmo as linhagens de leite são de grande porte, tendo já registrado fêmeas, com peso vivo acima dos 900 kg e produção leiteira de mais de 5.000 kg na lactação, bem como inúmeros reprodutores com avaliação genética positiva tanto para peso quanto para produção leiteira.

## Características
A pele preta bem pigmentada com membros bem desenvolvidos e musculados permitem ao guzerá resistir a longas caminhadas sob o sol tropical à procura de água e alimento. Adapta-se no Nordeste brasileiro, desde áreas férteis litorâneas, no agreste, até o sertão semiárido. Permite-se atravessar longos períodos de seca, comuns no sertão nordestino brasileiro.

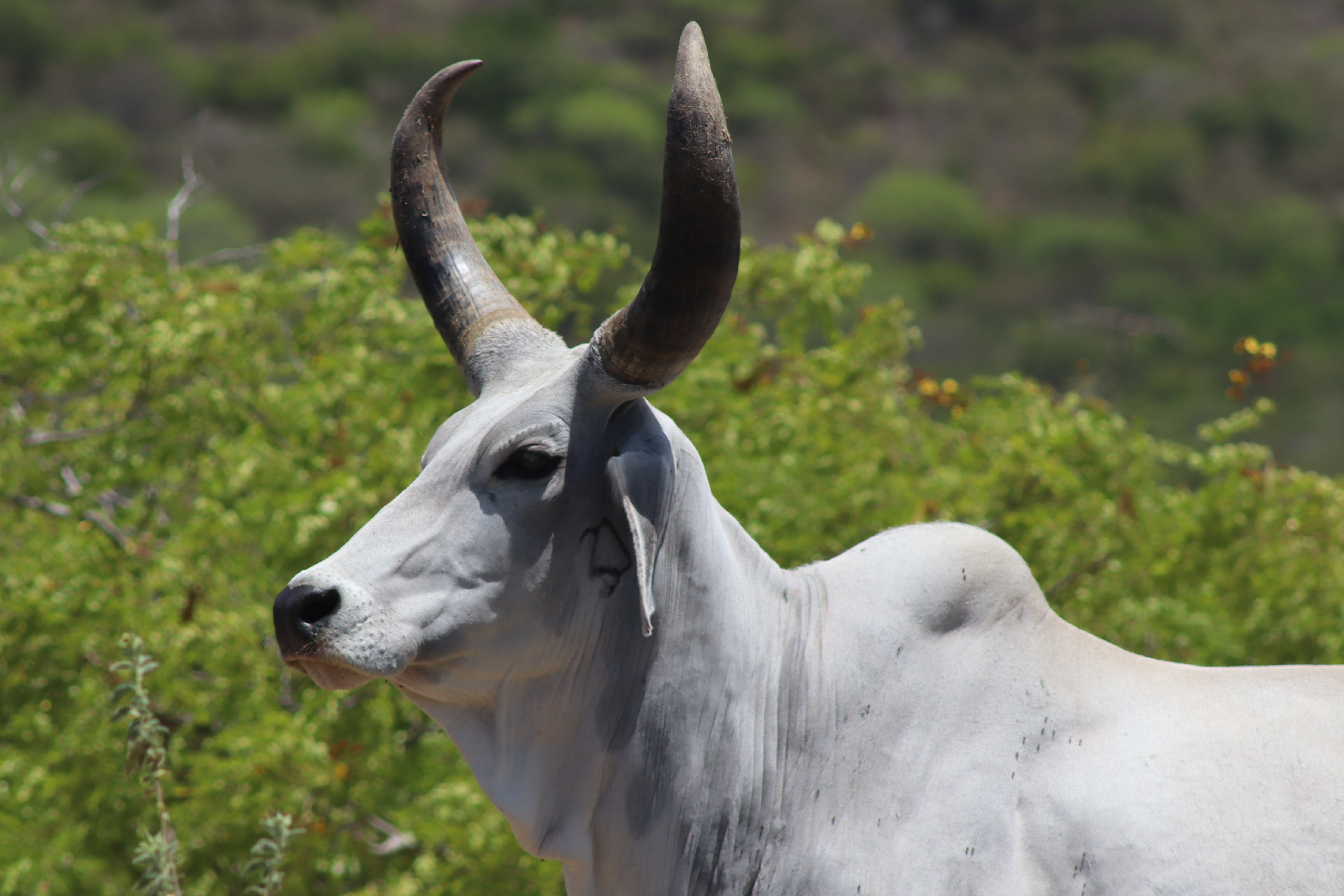
Gado guzerá em Taperoá, Paraíba, na Fazenda Carnaúba, co-fundada por Ariano Suassuna. O animal está marcado com ferrete em estilo armorial.

Sua região de origem, Guzerate na Índia, é conhecida por verões quentes e secos quando a temperatura diurna é de cerca de 41 °C, e cujo noroeste é de clima desértico. Em Guzerate os invernos são moderados, agradáveis e secos, apesar de que existe a estação das monções por volta do mês de Junho quando o clima passa a ser úmido e ocorre o período de maior precipitação anual.
O guzerá tem baixo peso ao nascer (30 kg os machos e 28 kg as fêmeas) como a maioria dos zebuínos, o que facilita o parto, seja na primeira cria da novilha, ou nos partos subsequentes. Produção de leite das vacas garantem o bom desenvolvimento dos bezerros na fase de aleitamento.
O ganho em peso dos animais da raça é muito bom, ultrapassando com facilidade médias superiores a 1.000 gramas/dia no confinamento. É comum vaca guzerá ultrapassar os 5.000 litros de leite por lactação.
Extremamente fértil, reproduzindo-se mesmo em condições adversas, contribuiu muito para o azebuamento do rebanho nacional.
O Conselho Deliberativo Técnico das Raças Zebuínas aprovou em 1998 a descorna de animais da raça.

## Padrão
- A altura do tronco (corpo) não é igual à altura dos membros, no animal ideal. Animal pernudo ou pernalta não significa rendimento; é um "mito" nos trópicos.
- Altura total do animal, na cernelha (garrote) é igual a duas vezes a altura do corpo, ou dos membros. Ou a soma da altura do corpo e a altura dos membros.
- Ancas bem afastadas, no mesmo nível de um lado e outro, moderadamente salientes. Condenam-se aquelas pouco afastadas e muito salientes.
- Andamento o passo do Guzerá é longo. O animal com aptidão para corte pisa pouco atrás da marca deixada pela mão. Os animais leiteiros pisam com o pé acima ou até um pouco adiante da marca deixada pela mão. O Guzerá coloca o pé quase sobre a marca deixada pela mão. A cadência é ditada pela estrutura óssea e, é um fator de economia de pastagens. Alterar a cadência típica do Guzerá é quebrar sua versatilidade.[4]
- Ângulo de Ouro - O passo normal forma um ângulo de 56 graus. O ângulo de ouro seria 56,25 graus. Os animais com aptidão para corte apresentam o ângulo menor.